# 드림 스타 WHO?
《드림 스타 WHO?》는 2020년에 방송된 조선족 스타 발굴 오디션이다. 3위권에 든 참가자는 2021 음력 설맞이 문예야회 출연 기회를 얻으며, 우승자는 실력파 음악 프로듀서들에게 직접 앨범 제작을 받을 수 있게 된다. 40여명이 참가했으며, 본선에는 12명이 진출했다.

## 멘토 결정전
| 이름       | 노래                        | 멘토   |
| ---------- | --------------------------- | ------ |
| 리영욱     | 내가 저지른 사랑 (임창정)   | 허광   |
| 서화       | 수은등 (김연자)             | 김순희 |
| 김홍관     | 모든 날, 모든 순간 (폴킴)   | 량춘화 |
| 류진이     | 훨훨훨 (김용임)             | 김순희 |
| 홍완진     | Million Reasons (Lady gaga) | 김철   |
| 김예나     | 스물다섯, 스물하나 (자우림) | 량춘화 |
| 전준림     | 지금 이 순간 (조승우)       | 김철   |
| 리진경     | 인연 (이선희)               | 량춘화 |
| 거석진공식 | 사라질것들 (병살)           | 김철   |
| 리금선     | STAY (BLACKPINK)            | 김순희 |
| 김은연     | 소년 (Mira)                 | 허광   |
| 영일크루   | 바코드 (김하온&빈첸)        | 허광   |

## 준결승
각 멘토 별로 참가자 2명씩만 다음 라운드로 진출한다.
| 순번 | 이름       | 노래             | 결과 |
| ---- | ---------- | ---------------- | ---- |
| 1    | 리영욱     | 흔한 노래        | 탈락 |
| 2    | 영일크루   | 수퍼비와         | 합격 |
| 3    | 김은연     | 휠릴리           | 합격 |
| 4    | 서화       | 울산 아리랑      | 합격 |
| 5    | 리금선     | 斑马, 斑马       | 탈락 |
| 6    | 류진이     | ?                | 합격 |
| 7    | 홍완진     | Someone Like You | 합격 |
| 8    | 전준림     | 행복을 주는 사람 | 탈락 |
| 9    | 거석진공식 | word up          | 합격 |
| 10   | 김예나     | ?                | 탈락 |
| 11   | 리진경     | ?                | 합격 |
| 12   | 김홍관     | 제발             | 합격 |

## 결승
연길시황관혼례청 홀에서 진행되었다. 현장 전문 평심위원 5명의 점수 20%, 청중평가단 120명의 점수 80% 비율로 실시간 점수 합산이 이루어졌다.
| 순번     | 이름          | 노래                     | 점수 | 결과 |
| -------- | ------------- | ------------------------ | ---- | ---- |
| 1        | 홍완진        | Dear john                | 889  | 8위  |
| 2        | 서화          | 세월아 잠깐              | 904  | 7위  |
| 3        | 김홍관        | 내가 있잖아              | 982  | 4위  |
| 특별무대 | 방예문&최유나 | 그대들은 생각해 보았는가 |      |      |
| 4        | 영일크루      | party to night           | 944  | 5위  |
| 5        | 리진경        | 향수                     | 986  | 2위  |
| 6        | 류진이        | 타향의 여름              | 937  | 6위  |
| 특별무대 | 류철석        | 고무줄 같은 인생         |      |      |
| 7        | 거석진공식    | 어머님 생각              | 1070 | 1위  |
| 8        | 김은연        | 눈꽃나라                 | 984  | 3위  |
| 특별무대 | 강선자        | 무지개 인생              |      |      |